# Мусницкий, Осип Осипович
Осип Осипович (Иосиф Иосифович) Мусницкий (24.07.1800—21.10.1866) — генерал-лейтенант, киевский комендант.

## Биография
Родился в 1800 году, происходил из дворян Каменец-Подольской губернии, образование получил в Кременецком лицее.
Военную службу начал 2 мая 1818 года подпрапорщиком во Владимирском пехотном полку, в 1821 году произведён в прапорщики, в 1824 году — в подпоручики. В начале 1826 года переведён в Витебский егерский полк, но с 27 октября того же года переведён в 13-й егерский полк и в 1827 году получил чин поручика.
В 1828 году Мусницкий находился при штурме Анапы, 27 октября 1828 года за отличие был переведён в лейб-гвардии Егерский полк и вслед за тем принял участие в кампании против турок на Дунае. Под Варной был ранен пулей в правое ухо.
В 1831 году он принимал участие в подавлении беспорядков в Польше, в деле при варшавском предместье Прага был ранен пулей в левую щеку навылет и контужен ядром в правую часть груди и левую ногу. При штурме Варшавы получил ранение осколком гранаты в левую щиколотку. За отличия против поляков получил чин штабс-капитана. 19 мая 1832 года ему был пожалована золотая полусабля с надписью «За храбрость».
31 мая 1832 года Мусницкий был произведён в капитаны, но за ранами не мог продолжать строевую службу и 6 января 1833 года был назначен состоять по армии подполковником. Однако уже 31 мая того же года вновь определён капитаном в лейб-гвардии Егерский полк.
В 1838 году произведён в полковники и 3 декабря 1839 года за беспорочную выслугу был награждён орденом Святого Георгия 4-й степени (№ 5942 по кавалерскому списку Григоровича — Степанова).
6 декабря 1847 года получил чин генерал-майора с оставлением при Гвардейском корпусе. 1 мая 1848 года назначен командиром 2-й бригады 3-й гренадерской дивизии. С 20 марта 1850 года командовал лейб-гвардии Егерским полком. 6 декабря 1852 года награждён орденом Святого Станислава 1-й степени.
В 1855 году Мусницкий получил назначение на Кавказ, где 2 апреля был назначен командиром 21-й пехотной дивизии, принимал участие в походах против горцев и сражался под Карсом с турками. 16 августа 1856 года назначен состоять по армейской пехоте и через десять дней произведён в генерал-лейтенанты. С 20 января 1857 года командовал резервной дивизией Отдельного Кавказского корпуса (утверждён в занимаемой должности 27 декабря). 26 июня 1859 года награждён орденом Святой Анны 1-й степени с мечами.
23 августа 1861 года Мусницкий был назначен Киевским комендантом. Скончался в Киеве 21 октября 1866 года, из списков исключён 5 ноября.
Жена — Анна Павловна Арсеньева (19.07.1802 — 22.04.1880, похоронена вместе с мужем в Киево-Печерской лавре). Внучка — детская писательница, литератор, издатель Анна Черткова (Дитерихс). От Мусницкого она получила своё семейное имя Галя, которым пользовалась всю жизнь.

## Дети
- Леонид (01.10.1828 — ?) — драматург и переводчик, член Московского общества драматических писателей.
- Михаил (1838 — 10.03.1894) был известным картографом, военным статистиком и писателем по железнодорожным вопросам. Брак с В. П. Рындиной (1859 — 16.04.1903)
- Елена (09.07.1830 — ?)
- Ольга (08.11.1837 — 26.03.1893). Брак с генералом К. А. Дитерихсом (1825 — 1899).
- Елизавета (23.05.1840 — ?)